# Blue (web série)
Azul é uma web série Americana de drama criada por Rodrigo García e estrelada por Julia Stiles. O episódio piloto foi ao ar em 11 de junho de 2012. Originalmente foi ao ar no canal WIGS do YouTube , mas, eventualmente foi transmitida no Hulu, Fox.com, e no site do canal WIGS para sua terceira temporada, que toma a forma de quatro longos episódios de duração de 40-60 minutos, em lugar dos episódios mais curtos das duas primeiras temporadas.
Desde sua estréia, Blue ganhou vários prêmios, incluindo uma nomeação para o Satellite Award em 2013, e três IAWTV Awards, de Melhor Diretor na categoria drama (García), em 2014 de Melhor Atriz na Categoria Drama (Stiles) em 2013 e 2014.

## Enredo
Blue (Julia Stiles) é uma mãe com uma vida secreta como prostituta. Ela vai fazer de tudo para manter seu filho Josh (Urias Shelton). Mas o seu passado tem outros planos.

## Elenco

### Principal
| Ator          | Personagem | Episódios | Temporadas | Temporadas | Temporadas |
| Ator          | Personagem | Episódios | 1          | 2          | 3          |
| ------------- | ---------- | --------- | ---------- | ---------- | ---------- |
| Julia Stiles  | Blue       | 40        | Principal  | Principal  | Principal  |
| Urias Shelton | Josh       | 24        | Principal  | Principal  | Principal  |

### Outros
- Brooklyn Lowe como Francesca
- Kathleen Quinlan como Jessica
- Carla Gallo como Rose
- James Morrison como Olsen
- Brian Shortall como Will
- Alexz Johnson como Satya
- Jacob Vargas como Roy
- Jane O'Hara Stiles como Lara
- Eric Stoltz como Arthur
- Amir Arison como Leonard
- David Porto como Cooper
- Taylor Nichols como Bill
- Rocky Carroll como Robert
- Kendall Custer como May
- Michael Hyatt como Claire
- Daren Kagasoff como Daren
- Chad Lindberg como Sam
- Sarah Stoecker como Hunter
- Joel McKinnon Miller como Mr. Weston
- Sarah Paulson como Lavinia
- Laura Spencer como Vanessa
- Mark Consuelos como Daniel
- Wanda De Jesus como Cynthia
- William Petersen como Mitch
- Samantha Quan como Dana
- Michelle Forbes como Marisa
- Richard Pagano como Mick
- Holly Robinson Peete como Holly
- Cassidy Boyd como Alicia
- Darin Heames como Nicolas
- Manny Jimenez Jr. como Ernesto
- JC Gonzalez como Harry
- James Jordan como Raphael
- Tony Plana como Stribling
- Jeanne Tripplehorn como Vera

## Transmissões na televisão
Para transmissão televisiva a série foi editada em episódios longos de 10 horas (com os seis primeiros composta de compilações dos episódios curtos). Estes episódios foram transmitidos nos canais internacionais da Lifetime's (incluindo Reino Unido e África). As datas mencionadas abaixo correspondem as primeiras transmissões na Grã-Bretanha. A série estreou nos Estados Unidos no LMN em 8 de julho de 2016, sob o título Blue: A Secret Life.
Cada compilação é nomeada com um diálogo. Os we-episódios não são todos usados na ordem em que são mostrados online. Julia Stiles não aparece nos web-episódios marcados com um asterisco. Nos Estados Unidos, LMN transmitiu o conteúdo da terceira temporada a partir da compilação de cinco episódios intitulados "Call Me Francine", "Take off Your Clothes", "A History of Anxiety", "Your Favorite Client" e "Choices".
| Episódio | Web-episódios              | Título do episódio              | Títulos dos web-episódios | Dirigido por                 | Escrito por                  | Data de transmissão |
| -------- | -------------------------- | ------------------------------- | --- | ---------------------------- | ---------------------------- | ------------------- |
| 1        | Temporada 1, ep.1-6        | "Blue Rules"                    | "Mom" "Son" "You Rule" "Long Day, Blue?" "You're Good" "Jack The Ripper"                                                                         | Rodrigo García               | Rodrigo García               | 2 de março de 2015  |
| 2        | Temporada 1, ep. 7-12      | "When Have I Lied To You?"      | "Paying For Sex" "A Decent Girl" "That's my Drug" "Star Student" "You Lie To Me Too" "Give An Old Man a Break"                                   | Rodrigo García               | Rodrigo García               | 9 de março de 2015  |
| 3        | Temporada 2, ep. 1-7       | "Who Raises A Child Like This?" | "See And Be Seen" "What Kind of Name is Blue?" "It's Just A Crutch" "Everything Is A Test" "How Do You Do?" "Glue And Lubricant" "Wow, Wow, Wow" | Rodrigo García               | Rodrigo García e Karen Graci | 16 de março de 2015 |
| 4        | Temporada 2, ep. 8-13, 15  | "We Were In Love"               | "On My Own" "The Truth Hurts" "A Man's Permission" "Make Yourself At Home" "Old Habits Die Hard" "Doubling The Equation"* "In The Running"       | Rodrigo García               | Rodrigo García e Karen Graci | 23 de março de 2015 |
| 5        | Temporada 2, ep. 21, 16-20 | "Good Looking Boy"              | "Savages" "Hard Time" "The Details" "You're Not A Freak, Are You?" "Getting To The Point" "I'm Not A Stalker"                                    | Rodrigo García               | Rodrigo García e Karen Graci | 30 de março de 2015 |
| 6        | Temporada 2, ep. 14, 22-26 | "Where Were You, Mom?"          | "Are You Clean?" "Role Play"* "Winning With" "A Straight Answer" "Choices Add Up" "Where Were You?"                                              | Rodrigo García               | Rodrigo García e Karen Graci | 6 de abril de 2015  |
| 7        | Temporada 3, episódio 1    | "Call Me Francine"              | Rodrigo García | Rodrigo García               | 13 de abril de 2015          |                     |
| 8        | Temporada 3, episódio 2    | "Planets Colliding"             | Rodrigo García | Rodrigo García e Karen Graci | 20 de abril de 2015          |                     |
| 9        | Temporada 3, episódio 3    | "A History Of Anxiety"          | Rodrigo García | Rodrigo García               | 27 de abril de 2015          |                     |
| 10       | Temporada 3, episódio 4    | "Make Me Feel Good"             | Rodrigo García | Rodrigo García e Karen Graci | 4 de maio de 2015            |                     |

## Prêmios e indicações
| Ano  | Associação          | Categoria                                 | Indicado(s)                                                                | Resultado |
| ---- | ------------------- | ----------------------------------------- | -------------------------------------------------------------------------- | --------- |
| 2013 | Satellite Awards    | Melhor Curta Original-Formato De Programa | Blue                                                                       | Indicado  |
| 2014 | Art Directors Guild | Formato Curto, Série Live-Action          | Rachel Myers, Philip Toolin, Kurt Meisenbach (Episódio: "The Truth Hurts") | Indicado  |
| 2014 | IAWTV Awards        | Melhor Diretor – Drama                    | Rodrigo García                                                             | Venceu    |
| 2014 | IAWTV Awards        | Melhor Atriz – Drama                      | Julia Stiles                                                               | Venceu    |